# Rubén Darío Ruiz Mainardi

Escudo de armas de Rubén Darío Ruiz Mainardi

Rubén Darío Ruiz Mainardi (Córdoba, 17 de noviembre de 1964) es un arzobispo, teólogo, canonista y diplomático católico argentino, nuncio apostólico en Benín y Togo desde 2024.

## Biografía
Nació el 17 de noviembre de 1964, en la ciudad argentina de Córdoba.
En 1996 ingresó en la Academia Pontificia Eclesiástica, donde cursó estudios en diplomacia eclesiástica.
Obtuvo la licenciatura en Teología dogmática. En el 2000, obtuvo el doctorado en Derecho canónico en la Pontificia Universidad de la Santa Cruz, con la tesis doctoral: "La disciplina de las indulgencias en el siglo XX".
Además de su español nativo, domina el inglés, italiano, portugués y francés.

### Sacerdocio
Su ordenación sacerdotal fue el 26 de mayo de 1991, en Roma, a manos del papa Juan Pablo II; incardinándose en la diócesis de Santo Tomé.
Ingresó al servicio diplomático de la Santa Sede el 1 de marzo del 2000. Trabajó en las nunciaturas de la República del Congo y Gabón (2000-2004). Luego fue secretario de las nunciaturas en Eslovenia (2004-2005), en Macedonia, y en Suiza y Liechtenstein (2005-2008).
Se desempeñó como consejero de las nunciaturas en Cuba (2008-2010), en la República Centroafricana y Chad (2010-2013), y como I secretario de la nunciatura en Francia (2013-2017).
En 2017 fue nombrado consejero de I Clase de la Sección de Asuntos Generales, en la Secretaría de Estado de la Santa Sede. Luego, fue nombrado jefe de la oficina de personal de la misma sección.

### Episcopado
El 28 de octubre de 2024, el papa Francisco lo nombró lo nombró arzobispo titular de Ursona y nuncio apostólico en Benín y Togo. Fue consagrado el 14 de diciembre del mismo año, en la Basílica de San Pedro, a manos del cardenal Pietro Parolin.